# Ісландські магічні знаки

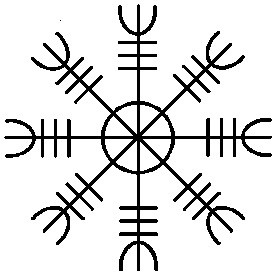
Знак «Егісхьялм» (Ægishjálmur)

Гальдрастави (ісл. Galdrastafir) — магічні руноподібні знаки, що з'явилися в епоху раннього Середньовіччя в Ісландії. Являють собою кілька, або безліч, переплетених рун, нерідко сильно стилізованих. Наразі є найменш вивченим розділом північній магії.

## Походження
Слово «гальдрастав» походить від слова «гальдр» — «заклинання», і «став» — «дощечка» (ісл. galdur), з чого випливає, що гальдрастави — знаки, близькі до рун. Багато гальдраставів являють собою руни, накладені одна на одну, і які утворюють разом один знак, зазвичай дуже важко читаємий. Руни «в'язалися», а не писалися в рядок для приховування істинного значення написаного від непосвячених.

## Гальдрабоки
Основним джерелом інформації про гальдрастави були ісландські магічні манускрипти — гальдрабоки. До наших днів зберігся тільки один гальдрабок — Гальдрбук. Нещодавно він був перекладений на англійську. Переклад вийшов у видавництві «Семюел Вейзер» 1989 року. Решта відомості про гальдрастави були отримані з інших джерел «уривками».
Існують легендарні свідоцтва про два гальдрабока. Автором першої книги — Раудскінні («Червона шкіра») — є єпископ Готтскальк. За легендами, цей манускрипт був записаний на криваво-червоному папері золотими рунами. Вважається, що він був похований разом зі своїм автором. Гальдра-Лоптур (померлий у 1722 році) спробував викопати чаклуна і заволодіти секретами збереженими в Раудскінні, однак після його спроб почали ходити легенди про те, що могила єпископа зачарована. Лоптуру не вдалося досягти своєї мети — він збожеволів. Таким чином, гальдрабок був назавжди втрачений. Інший манускрипт — Граскінні («Сіра шкіра»), містив у собі дві частини, написані різними мовами, перша — латинськими літерами, друга помилковими рунами.

## Класифікація
Існує кілька видів гальдраставів:
- Егісхьяльми (ісл. 'gishjalmur) — «шоломи жаху»
- Гальдрамюнди (ісл. Galdramyndir) — «магічні малюнки»
- Гальдрастави (ісл. Galdrastafir) — магічні знаки, або власне гальдрастави.

### Егісхьяльми
Егісхьяльми створювалися з метою нагнати на ворогів панічний жах, настільки сильний, що ті впадали в ступор на деякий час. Часто цей вид гальдраставів пов'язують зі зміями, тому що отрута деяких змій паралізує жертву. Найчастіше «шоломи жаху» являли собою хрестоподібні візерунки, суперечки про значення яких ведуться до сьогодні.

### Гальдрамюнди
Гальдрамюнди — єдиний тип гальдраставів, який з високою часткою ймовірності ніяк не пов'язаний з рунами. Ці знаки є зображеннями речей, які для ісландців мали магічне значення, і тварин. Знаки використовувалися в різних магічних цілях. Деякі дослідники не вважають гальдрамюнди гальдраставами, однак, спираючись на ісландські традиції, більшість фахівців позначає гальдрамюнди терміном «стафус» (знак), як і будь-які інші символи.

### Гальдрастави
Гальдрастави являють собою «в'язані» руни, про які згадувалося вище. Приховування значення знака — дуже поширене явище в північній традиції, що говорить про те, що це вважалося однією з найважливіших запорук вдалого магічного акту. Фахівці досі ламають голови, розшифровуючи деякі знаки.

## Поширення
Гальдрастави найчастіше застосовувалися в Ісландії, де й набули найбільшого розвитку, особливо в XI — першій половині XVIII століть. У наш час частіше використовуються не в магічних цілях, а для залучення уваги публіки. Наприклад, гурт Psychic TV оформив за допомогою гальдраставів кілька своїх альбомів.

## Таблиця знаків
| Назва                         | Опис | Зображення |
| ----------------------------- | --- | ---------- |
| Að fá stúlku                  | Щоб приворожити дівчину. |            |
| Ægishjálmur                   | Шолом страху; щоб викликати страх і вберегти від зловживання силою.                                                                                |            |
| Angurgapi                     | Писався на днищі і верхівці діжок. Призначення незрозуміле.                                                                                        |            |
| Brýnslustafir                 | Наносився на брусок і (точильні камені). Призначення незрозуміле.                                                                                  |            |
| Draumstafir                   | Щоб наснилося те, чого бажає серце. |            |
| Dreprún                       | Щоб знищити худобу недруга. |            |
| Feingur                       | Руна родючості. |            |
| Gapaldur                      | Знаки, що наносяться на взуття для забезпечення перемоги в ісландській боротьбі (Глім). Gapaldur під п'ятку правої ноги, Ginfaxi під пальці лівої. |            |
| Ginfaxi                       | Знаки, що наносяться на взуття для забезпечення перемоги в ісландській боротьбі (Глім). Gapaldur під п'ятку правої ноги, Ginfaxi під пальці лівої. |            |
| Hólastafur                    | Щоб розкрити рудоносні породи. |            |
| Kaupaloki                     | Щоб досягти успіху в торгівлі та бізнесі. |            |
| Lásabrjótur                   | Щоб відкрити замок без ключа. |            |
| Máladeilan                    | Для того щоб виграти в суді. |            |
| Nábrókarstafur                | Штани зі шкіри мерця, що приносять величезні гроші.                                                                                                |            |
| Óttastafur                    | Щоб викликати страх. |            |
| Rosahringur minni             | Мале коло захисту. |            |
| Smjörhnútur                   | Для захисту масла від використання в магічних цілях.                                                                                               |            |
| Stafur gegn galdri            | Проти чаклунства. |            |
| Stafur til að vekja upp draug | Для виклику привидів і злих духів. |            |
| Þjófastafur                   | Проти крадіїв. |            |
| Tóustefna                     | Щоб віднадити лисиць. |            |
| Varnarstafur Valdemars        | Приносить користь і щастя. |            |
| Vatnahlífir                   | Захист від утоплення. |            |
| Vegvísir                      | Провести подорожніх через негоду |            |
| Veiðistafur                   | Для успіху в риболовлі. |            |